# Amante bandido
Amante bandido es una canción del cantante español Miguel Bosé, incluida en su álbum de estudio Bandido. Se publicó el 7 de enero de 1985.

## Descripción
Se trata del segundo sencillo que se publicó del álbum, tras Sevilla. La cara B consistía en el tema Abrir y cerrar.
Es un tema que canta al amor romántico, pero alejado de tópicos, y con un estribillo calificado de pegadizo. El cantante la definió como “una canción revolucionaria” o "un paisaje de una época".
Se considera una de las canciones fundamentales en la carrera del artista, ya que supuso un cambio de ritmo fundamental con respecto a su anterior trayectoria. Con un enfoque más maduro, la melodía se interpreta bajo un nuevo registro musical, hasta el momento ajeno a las experiencias vocales de Bosé, descendiendo el tono habitual hasta una octava.
Incluida entre los temas más icónicos del cantante, e incluso la más emblemática, alcanzó el número uno entre los sencillos más vendidos en España y se alzó también al primer puesto de la lista de Los 40 Principales el 23 de febrero de 1985.

## Videoclip
Grabado en la Biblioteca Angelica de Roma, en su desarrollo conviven un Bosé a modo de espíritu con una estética análoga a la de David Bowie, con un Bosé erudito, que con sus gafas bucea entre los libros, hasta dar con lo que busca, experimentando en ese momento una metamorfosis que lo transforma en un aventurero ataviado a la manera de Indiana Jones (ese mismo año se había estrenado con gran éxito Indiana Jones y el Templo Maldito).

## Versiones
En la gira Girados en concierto (2000), Bosé interpretó la canción sobre los escenarios junto a Ana Torroja. El tema fue versionado por David Bisbal en 2007. En el álbum Papito (2006), Bosé realiza una nueva versión junto a Olvido Gara. El grupo de indie rock Sharon Bates realizó su propia versión en 2014.
Incluida en el repertorio de los musicales 40. El Musical (2009) y Escuela de calor (2013).
Además, fue interpretada para televisión, en el talent show de Antena 3 Tu cara me suena en dos ocasiones:Josema Yuste (2011) y Antonio Garrido (2018).